# Xiphophorus nezahualcoyotl
Xiphophorus nezahualcoyotl és una espècie de peix de la família dels pecílids i de l'ordre dels ciprinodontiformes.

## Morfologia
Els mascles poden assolir els 5 cm de longitud total i les femelles els 6.

## Distribució geogràfica
Es troba a Amèrica: Mèxic (San Luis Potosí).